# Istanbul-voetbalcompetitie

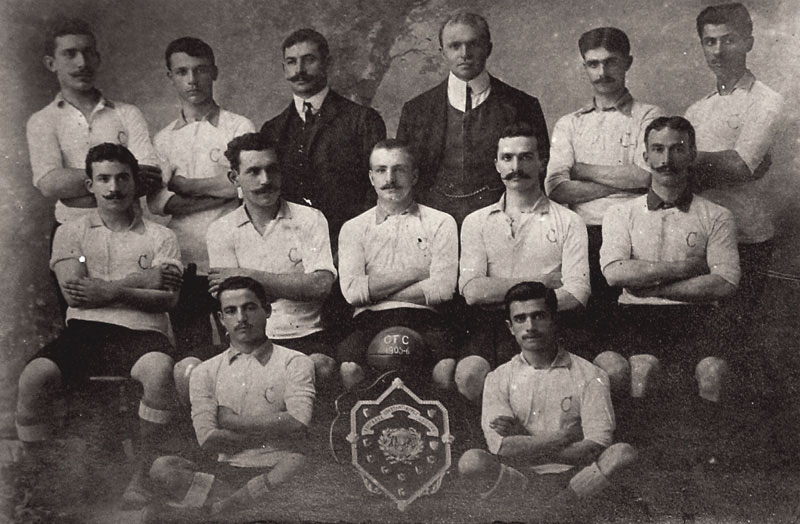
Istanboel Sunday League - Cadikeuy Football Club 1905-06 Winnaar

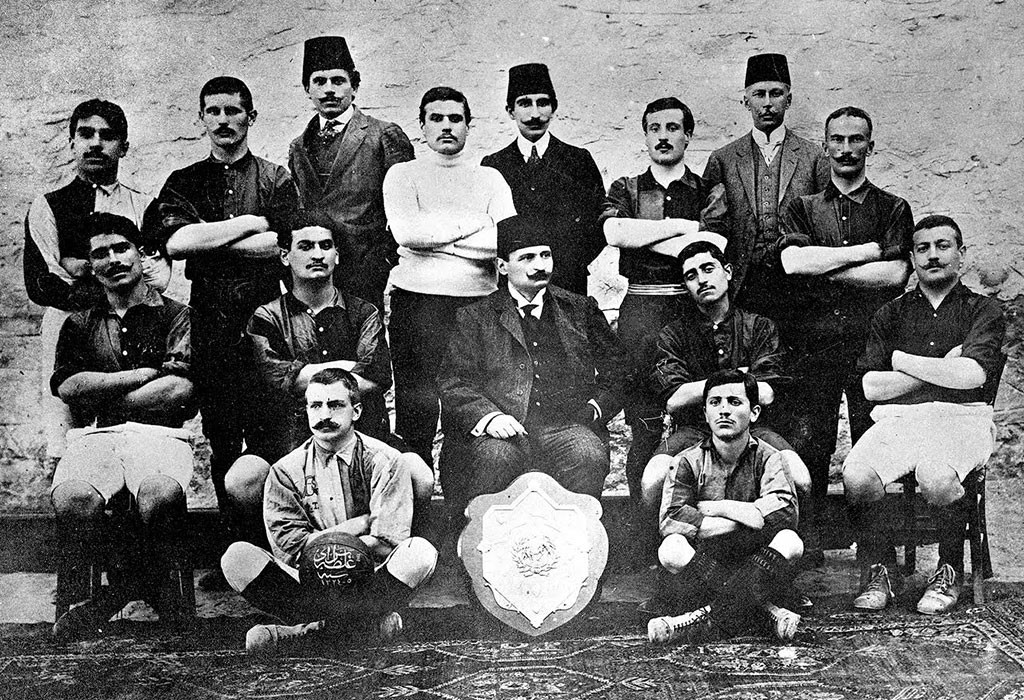
Galatasaray SK in 1908-09, winnaar van de zondagcompetitie.

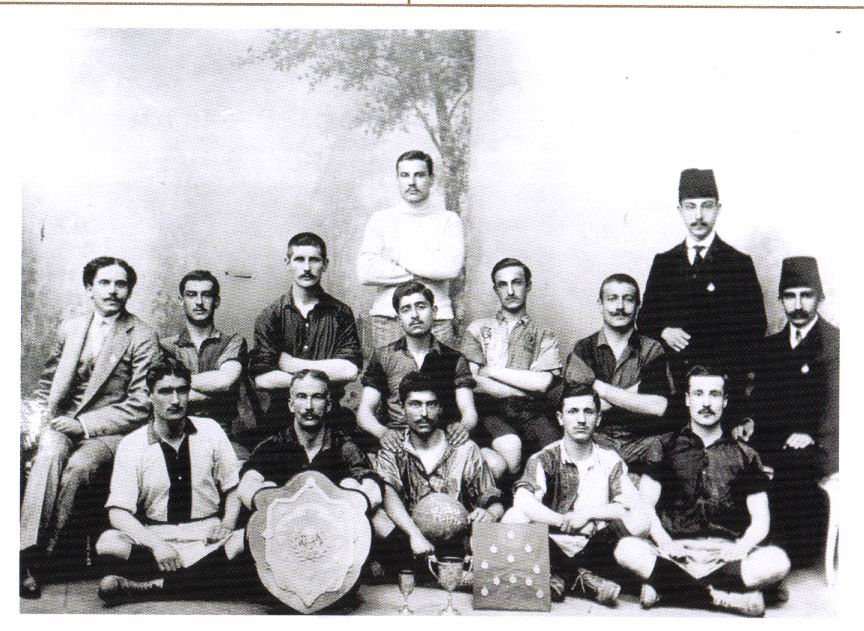
Galatasaray SK in 1909-10, winnaar van de zondagcompetitie.

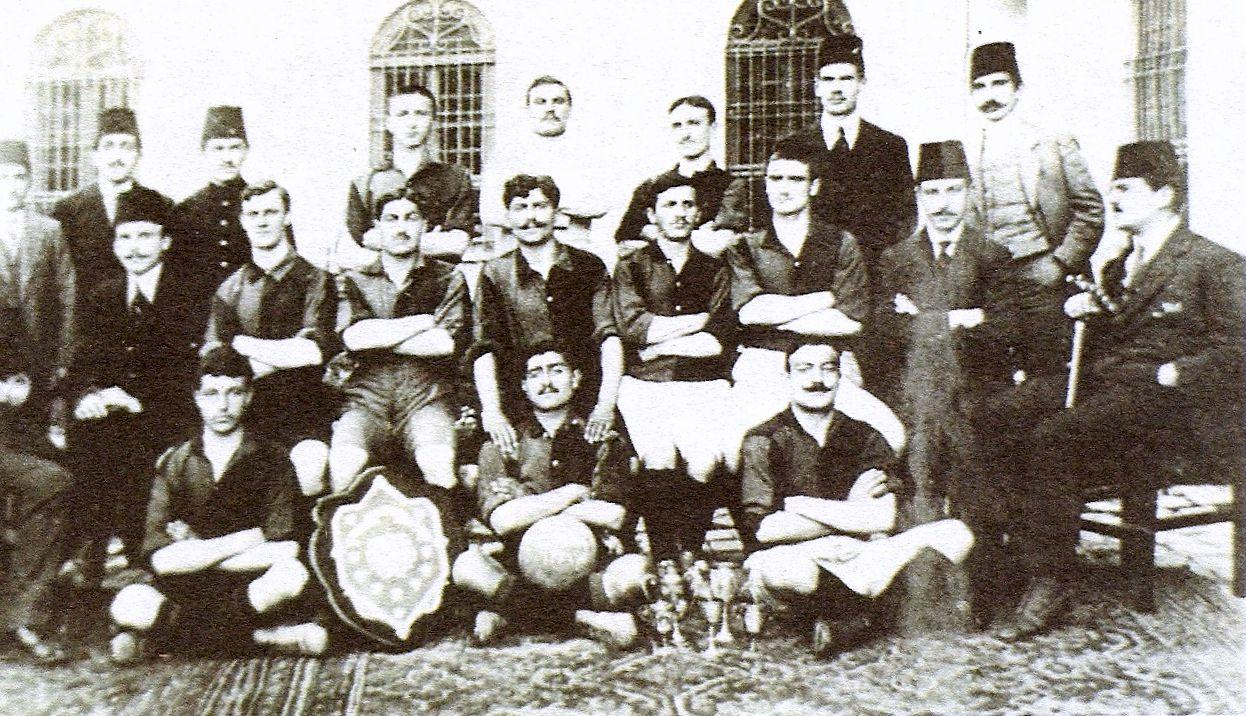
Galatasaray SK in 1910-11, winnaar van de vrijdagcompetitie.

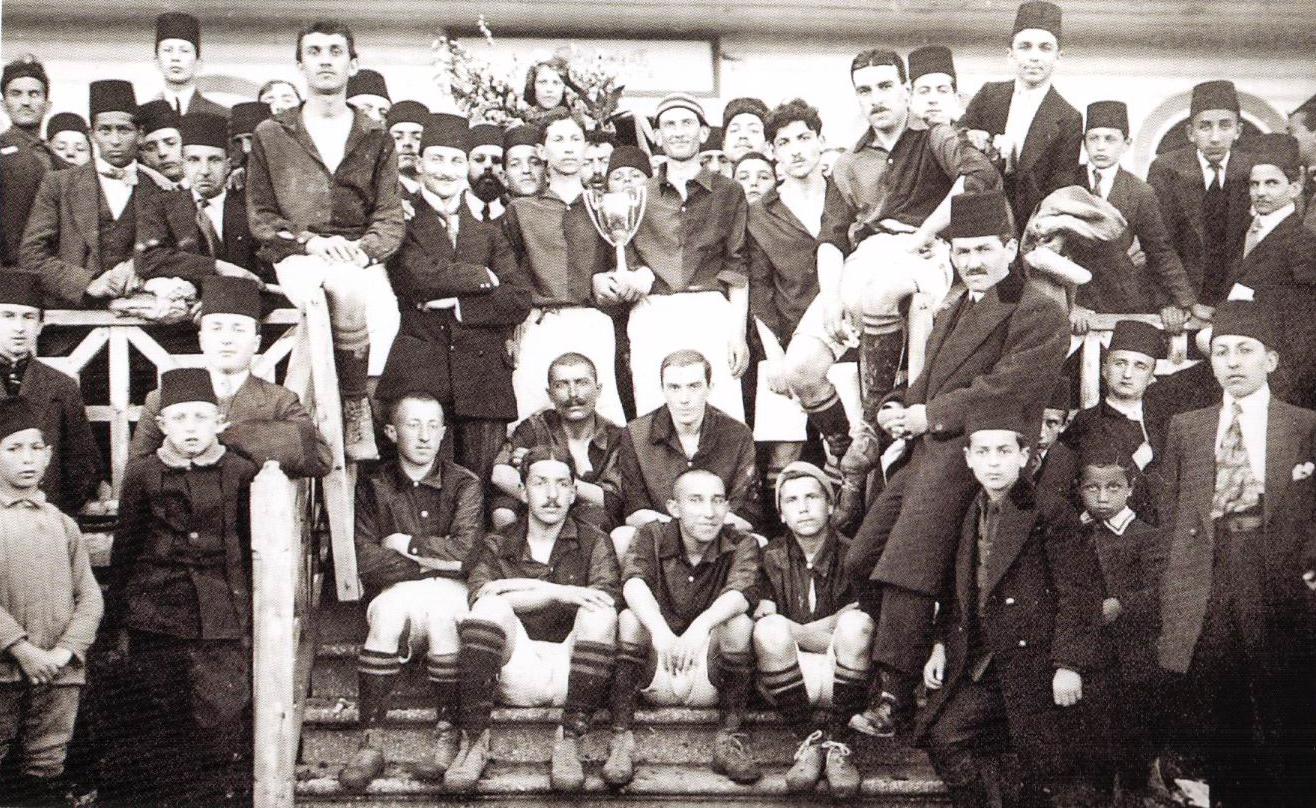
Galatasaray SK in 1915-16, winnaar van de vrijdagcompetitie.

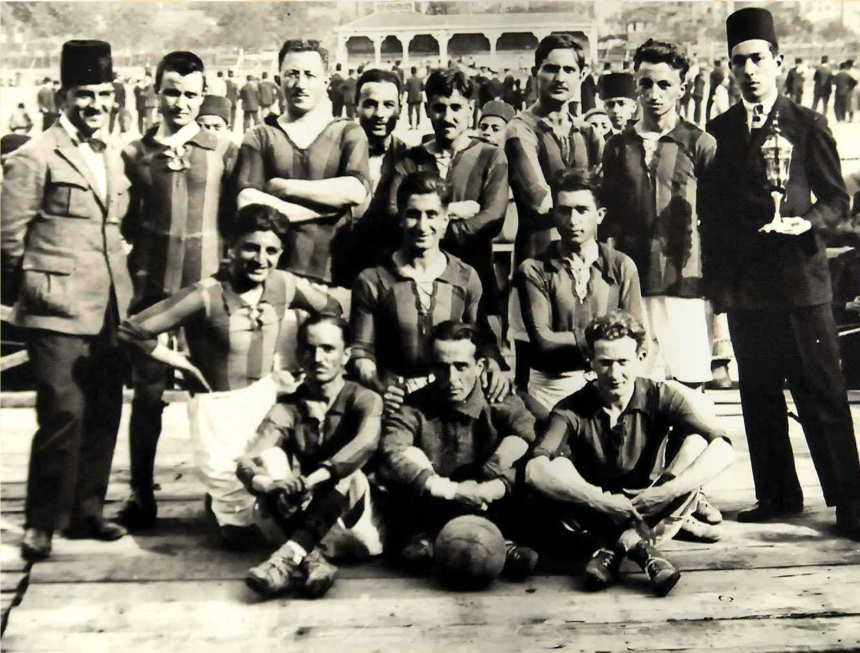
Galatasaray SK in 1921-22, winnaar van de vrijdagcompetitie.

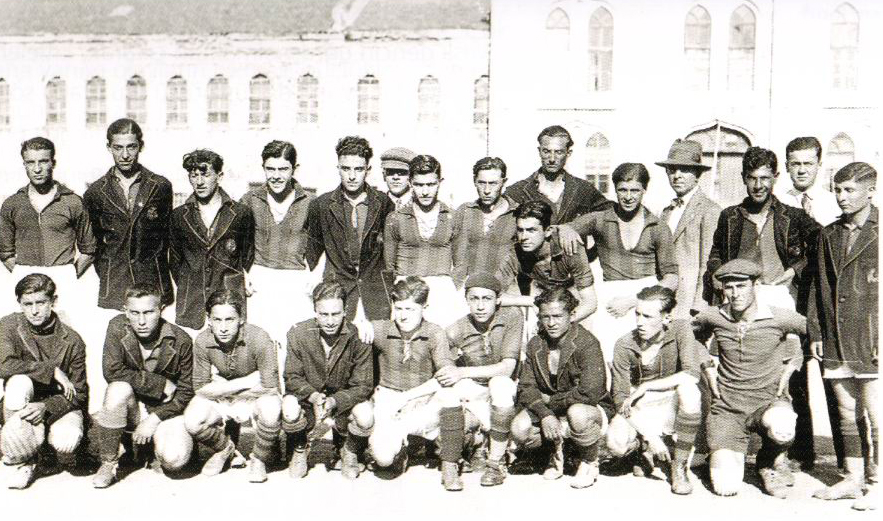
Galatasaray SK in 1924-25, winnaar van de competitie.

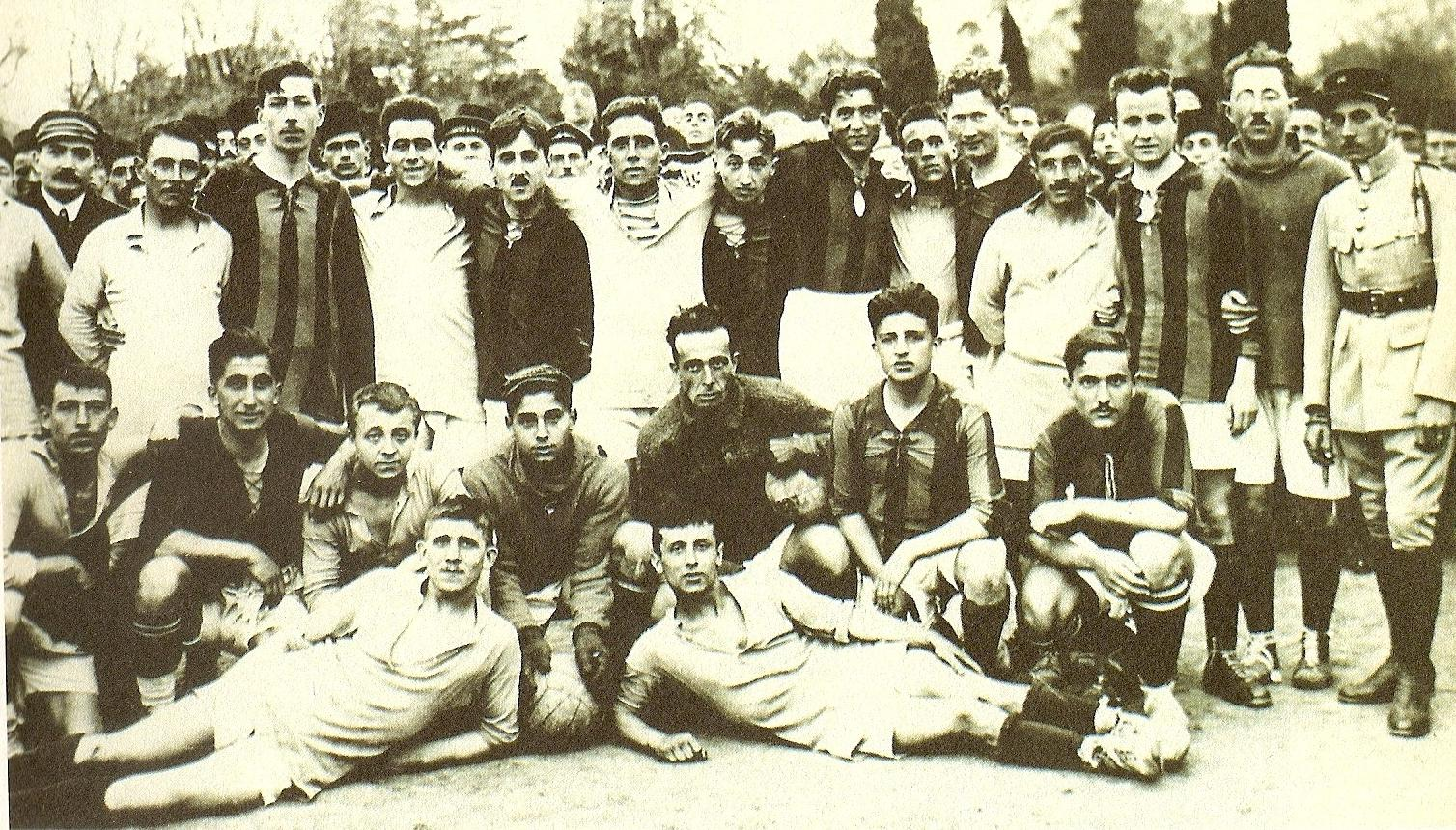
Galatasaray SK in 1925-26, winnaar van de competitie.

De Istanbul-voetbalcompetitie (Turks: İstanbul Futbol Ligi) is een voormalige voetbalcompetitie voor teams uit Istanbul, Turkije. De competitie werd voor het eerst georganiseerd in 1904 door James Fontaine. Destijds streden slechts vier (buitenlandse) teams voor het kampioenschap. De competitie werd tussen 1904 en 1959 strikt genomen 37 keer gehouden. De overige 18 seizoenen werden namelijk georganiseerd onder verschillende namen (Cuma Ligi, Pazar Ligi, Istanbul Türk Idman Birliği Ligi, Istanbul Profesyonel Futbol Ligi).
De Engelse club Imogene was de eerste kampioen van de competitie. In die tijd was het voor Turken door de Sultan verboden om een voetbalteam op te richten, waardoor alleen buitenlanders in Istanbul mochten voetballen (Engelsen, Grieken). Galatasaray werd de eerste Turkse club die in het seizoen 1908/09 kampioen werd van de Istanbul-voetbalcompetitie.
De competitie werd strikt genomen voor het laatst in 1958/59 gehouden. Twee seizoenen werden niet afgemaakt: 
- 1912-1913 door de Balkanoorlogen
- 1927-1928 door de Olympische Spelen in Amsterdam.

## Winnaars
| Club           | Bekers |
| -------------- | ------ |
| Fenerbahçe SK  | 16     |
| Galatasaray SK | 14     |
| Beşiktaş JK    | 13     |
| Cadi-Keuy FC   | 2      |
| Altınordu      | 2      |
| Moda FC        | 1      |
| İstanbulspor   | 1      |
| Güneşspor      | 1      |

### İstanbul Pazar Ligi
- 1904-1905 Imogene FC
- 1905-1906 Cadi-Keuy FC
- 1906-1907 Cadi-Keuy FC
- 1907-1908 Moda FC
- 1908-1909 Galatasaray
- 1909-1910 Galatasaray
- 1910-1911 Galatasaray
- 1911-1912 Fenerbahçe
- 1912-1913 – door de Balkanoorlogen
- 1913-1914 Fenerbahçe
- 1914-1915 Fenerbahçe

### İstanbul Cuma Ligi
- 1915-1916 Galatasaray
- 1916-1917 Altınordu
- 1917-1918 Altınordu
- 1918-1919 -
- 1919-1920 -
- 1920-1921 Fenerbahçe
- 1921-1922 Galatasaray
- 1922-1923 Fenerbahçe

### İstanbul Ligi
- 1923-1924 Beşiktaş
- 1924-1925 Galatasaray
- 1925-1926 Galatasaray
- 1926-1927 Galatasaray
- 1927-1928 door de Olympische Spelen in Amsterdam
- 1928-1929 Galatasaray
- 1929-1930 Fenerbahçe
- 1930-1931 Galatasaray
- 1931-1932 İstanbulspor
- 1932-1933 Fenerbahçe
- 1933-1934 Beşiktaş
- 1934-1935 Fenerbahçe
- 1935-1936 Fenerbahçe
- 1936-1937 Fenerbahçe
- 1937-1938 Güneş
- 1938-1939 Beşiktaş
- 1939-1940 Beşiktaş
- 1940-1941 Beşiktaş
- 1941-1942 Beşiktaş
- 1942-1943 Beşiktaş
- 1943-1944 Fenerbahçe
- 1944-1945 Beşiktaş
- 1945-1946 Beşiktaş
- 1946-1947 Fenerbahçe
- 1947-1948 Fenerbahçe
- 1948-1949 Galatasaray
- 1949-1950 Beşiktaş
- 1950-1951 Beşiktaş

### İstanbul Profesyonel Futbol Ligi
- 1951-1952 Beşiktaş
- 1952-1953 Fenerbahçe
- 1953-1954 Beşiktaş
- 1954-1955 Galatasaray
- 1955-1956 Galatasaray
- 1956-1957 Fenerbahçe
- 1957-1958 Galatasaray
- 1958-1959 Fenerbahçe